# 金臂小子
《金臂小子》（英語：Rookie of the Year）是一部1993年的美國體育喜劇電影，由丹尼爾·斯特恩執導，托馬斯·伊恩·尼古拉斯和加里·布西主演。

## 劇情大意
12歲的少年亨利·羅文加特納 (Henry Rowengartner) 是一名技術欠佳的小聯盟球員，他夢想著在大聯盟中打球，但他在接一個飛球時摔斷了手臂。當醫生取下石膏時，他發現亨利的肌腱已經癒合的“有點太緊了”，這使得亨利能夠以不可思議的力量投球。之後成棒的芝加哥小熊隊竟慕名聘請他當投手。

## 外部連結
- 互联网电影数据库（IMDb）上《Rookie of the Year》的资料（英文）
- Box Office Mojo上《Rookie of the Year》的資料（英文）
- 爛番茄上《Rookie of the Year》的資料（英文）